# Herbert Joos/Diskografie

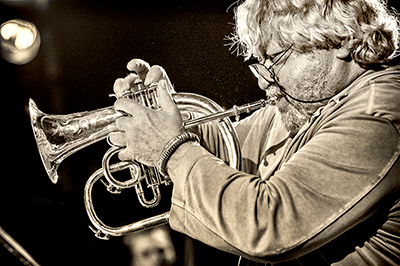
Herbert Joos mit einem Flügelhorn (2014)

Diese Diskografie ist eine Übersicht über die veröffentlichten Tonträger des Jazzmusikers Herbert Joos. Sie umfasst seine Alben unter eigenem Namen (Abschnitt 1), seine Mitwirkung bei kollaborativen Bandprojekten wie Modern Jazz Quintett Karlsruhe oder Südpool (Abschnitt 2) und seine Mitwirkungen als Musiker bei weiteren Produktionen (Abschnitt 3). Nach Angaben des Diskografen Tom Lord war er zwischen 1968 und 2017 an 81 Aufnahmesessions beteiligt.

## Alben unter eigenem Namen
Dieser Abschnitt listet die von Herbert Joos zu Lebzeiten unter eigenem Namen veröffentlichten LPs und CDs chronologisch nach Aufnahmejahr.
| Album                                                 | Musiklabel         | Aufnahme  | VÖ    | Anmerkungen |
| ----------------------------------------------------- | ------------------ | --------- | ----- | --- |
| The Philosophy of the Fluegelhorn                     | Japo               | 1973      | 1974  | Herbert Joos (flhrn,bamboo-fl,tp,mellophone,alto-hrn,vib,b,bass-recorder) |
| Daybreak                                              | Japo               | 1976      | 1977  | mit Thomas Schwarz (Oboe) und Streicherensemble Radiosinfonieorchester Stuttgart; wiederveröffentlicht 1990 mit einem weiteren Stück aus 1988 mit Wolfgang Czelusta (Posaune) als Daybreak – The Dark Side of Twilight                                                                                        |
| Ballad 1                                              | pläne              | 1978      | 1978? | Herbert Joos, Paul Schwarz, Jürgen Wuchner, Thomas Cremer |
| Kerchak Suite                                         | pläne              | 1980      | 1980? | Herbert Joos, Hedda Rothweiler, Hans Mantels, Paul Schwarz, Jürgen Wuchner, Joe Koinzer |
| Fellicat                                              | Sesam              | 1980      | 1981? | Herbert Joos, Paul Schwarz, Jürgen Wuchner, Joe Koinzer |
| Still Life                                            | Extraplatte        | 1983      | 1984  | solo |
| Ballade Noire                                         | Free Low Music     | 1991      | 1991  | Herbert Joos, Paul Schwarz, Joe Koinzer |
| Herbert Joos Plays Billie Holiday Songs               | EmArcy             | 1994      | 1994  | Herbert Joos, Mirjam Ernst, Paul Schwarz, Joe Koinzer |
| Adagio 1 & 2                                          | PAO                | 2000      | 2001? | Herbert Joos, Mirjam Ernst, Markus Faller bzw. mit Michel Godard, Wolfgang Puschnig, Klaus Dickbauer, Georg Breinschmid, Achim Tang, Emil Krištof, Mario Gonzi (das erste Album, bei dem auch Naturgeräusche zugespielt werden, war im Entstehungsjahr auch als einzeln als „Adagio“ bei Finetone erhältlich) |
| New Bottles – Old Wine: Herbert Joos Standard Project | Good International | 2001      | 2001  | Herbert Joos, Klaus Dickbauer, Peter Lehel, Kálmán Oláh, Achim Tang, Mario Gonzi |
| Seven Duets                                           | DML                | 2004      | 2005  | Herbert Joos / Frank Kuruc |
| The Best                                              | HGBS               | 1976–2016 | 2016  | Herbert Joos in verschiedenen Besetzungen |
| Change of Beauty                                      | Jazzhaus Records   | 2017      | 2018  | Herbert Joos, Claus Lohr, Tobias Weidinger, Stephan Zimmermann, Eberhard Budziat, Christian Radovan, Jon Sass, Michel Godard, Wolfgang Puschnig, Clemens Salesny, Harry Sokal, Gavino Murgia, Heiri Känzig, Achim Tang, Mario Gonzi, Patrice Héral                                                            |

## Kollaborative Bandprojekte
| Album                                 | Interpret(en)                                                                            | Musiklabel           | rec  | Anmerkungen |
| ------------------------------------- | ---------------------------------------------------------------------------------------- | -------------------- | ---- | --- |
| Modern Jazz Quintet Karlsruhe         | Modern Jazz Quintet Karlsruhe                                                            | Excenter             | 1968 | mit Herbert Joos (flhrn,mellophone,cnt,perc), Wilfried Eichhorn (ts,sop,fl), Helmuth Zimmer (p), Claus Bühler (kb), Rudi Theilmann (dr) |
| Position 2000                         | Modern Jazz Quintet Karlsruhe                                                            | MJQK                 | 1970 | mit Wilfried Eichhorn, Helmuth Zimmer, Claus Bühler, Rudi Theilmann |
| Volume One                            | Fourmenonly                                                                              | Edition W. Wacker    | 1972 | Herbert Joos, Helmuth Zimmer, Wilfried Eichhorn, Rudi Theilmann |
| Eight Science Fiction Stories         | Four Men Only + 1                                                                        | FMO                  | 1973 | Herbert Joos, Wolfgang Czelusta, Wilfried Eichhorn, Helmuth Zimmer, Rudi Theilmann |
| Burning Flowers                       | New Jazz Ensemble                                                                        | Bellaphon            | 1975 | Herbert Joos, Michael Sell, Heiner Wiberny, Bernd Konrad, Paul Schwarz, Adelhard Roidinger, Jacek Bednarek, Thomas Cremer |
| Blow !!!                              | Herbert Joos / Wolfgang Czelusta / Bernd Konrad                                          | FMP                  | 1977 | |
| Piece for Mouth                       | Jürgen Wuchner / Hans Koller / Herbert Joos / Bob Degen / Christof Lauer / Thomas Cremer | pläne                | 1977 | |
| Herbert Joos / Joe Koinzer Duo        | Herbert Joos / Joe Koinzer                                                               | Sesam Records        | 1980 | |
| Mel-an-cho                            | Herbert Joos / Mathias Rüegg                                                             | pläne                | 1980 | |
| Moebius                               | Part of Art                                                                              | Sesam                | 1981 | Herbert Joos, Wolfgang Puschnig, Uli Scherer, Jürgen Wuchner, Wolfgang Reisinger, Joe Koinzer |
| Son Sauvage                           | Part of Art                                                                              | Extraplatte          | 1983 | Herbert Joos, Wolfgang Puschnig, Uli Scherer, Jürgen Wuchner, Wolfgang Reisinger |
| Cracked Mirrors                       | Harry Pepl / Herbert Joos / Jon Christensen                                              | ECM                  | 1987 | |
| Time Is a Tango/Yokohama Suite        | Südpool Project 1                                                                        | L+R                  | 1990 | Herbert Joos, Claus Stötter, Uwe Werner, Bernd Konrad, Paul Schwarz, Martin Schrack, Thomas Heidepriem, Thomas Stabenow, Michael Kersting, Joe Koinzer, Lauren Newton                                                                        |
| Moon Dance Suite                      | Südpool Jazz Project II                                                                  | L+R                  | 1991 | Herbert Joos, Bernd Konrad, Uwe Werner, Rainer Pusch, Karl Berger, Paul Schwarz, Martin Schrack, Thomas Heidepriem, Thomas Stabenow, Michael Kersting, Joe Koinzer, Ingrid Sertso                                                            |
| Concepts                              | Südpool Jazz Project III                                                                 | L+R                  | 1993 | Karl Farrent, Herbert Joos, Thorsten Wollmann, Ralf Bauer, Lucas Heidepriem, Bernd Konrad, Ekkehard Rössle, Uwe Werner, Paul Schwarz, Peter Bockius, Michael Kersting, Günter „Baby“ Sommer                                                  |
| Quartet                               | Südpool Jazz Project IV                                                                  | L+R                  | 1994 | Herbert Joos, Bernd Konrad, Paul Schwarz, Günter „Baby“ Sommer |
| Marcia Funebre – The Italian Suite    | Südpool Jazz Project V                                                                   | L+R                  | 1994 | Pino Minafra, Herbert Joos, Claus Stötter, Sebastian Studnitzky, Sebi Tramontana, Frank Heinz, Jon Sass, Winfried Rapp, Eugenio Colombo, Bernd Konrad, Uwe Werner, Ekkehard Rössle, Paul Schwarz, Günter Lenz, Michael Kersting, Joe Koinzer |
| Nature Way                            | Herbert Joos / Klaus Dickbauer                                                           | PAO                  | 1999 | Herbert Joos, Klaus Dickbauer, Georg Breinschmid, Mario Gonzi, Emil Krištof |
| Mega Watt                             | A Band from Home                                                                         | Mega Watt            | 2000 | Herbert Joos, Wolfgang Puschnig, Uli Scherer, Rudi Melcher, Achim Tang, Emil Krištof, Ali Gaggl |
| 3 & 4 Ob’n und Unt’n – Austrian Songs | Puschnig / Dickbauer / Joos / Godard                                                     | EmArcy               | 2001 | Herbert Joos, Wolfgang Puschnig, Klaus Dickbauer, Michel Godard, Linda Sharrock |
| Live                                  | Salesny / Schabata / Preuschl + Herbert Joos                                             | Jazzwerkstatt (Wien) | 2007 | Herbert Joos, Clemens Salesny, Woody Schabata, Raphael Preuschl |
| Between Shadow and Light              | Bebelaar / Fonda / Joos                                                                  | Double Moon Records  | 2009 | Herbert Joos, Patrick Bebelaar, Joe Fonda |
| Book of Family Affairs                | Bebelaar / Joos / Lenz                                                                   | HGBS                 | 2013 | Herbert Joos, Patrick Bebelaar, Günter Lenz |
| Jekyll & Hyde                         | Salesny / Schabata / Preuschl / Joos                                                     | Jazzwerkstatt (Wien) | 2017 | Herbert Joos, Clemens Salesny, Woody Schabata, Raphael Preuschl |
| Every Time We Say Goodbye             | Herbert Joos, Patrick Bebelaar                                                           | Neuklang             | 2018 | Nicht im Handel; EP erhielten die Besucher beim Gedenkkonzert für Herbert Joos am 12. Januar 2020 im Theaterhaus Stuttgart |

## Alben als Solist bei weiteren Produktionen
| Album                                                  | Künstler                                      | rec  | Musiklabel         | Anmerkungen |
| ------------------------------------------------------ | --------------------------------------------- | ---- | ------------------ | --- |
| Carlo Bader Orchestra                                  | Carlo Bader Orchestra                         | 1970 | KOB                | Bigband |
| Born Free                                              | European Free Jazz Orchestra                  | 1970 | Scout              | Aufnahmen vom 12. Deutschen Jazzfestival, einerseits in einer Bigband mit Lester Bowie, Michael Sell, Manfred Schoof, Frederic Rabold, Herbert Joos, Paul Rutherford, Albert Mangelsdorff, Günter Christmann, Gunter Hampel, Joachim Kühn, Dieter Scherf, Michael Thielepape, Joseph Jarman, Alfred Harth, Heinz Sauer, Gerd Dudek, Axel Hennies, Roscoe Mitchell, Gerhard König, Claus Bühler, Peter Stock, Malachi Favors Maghostut, Rainer Grimm, Karin Krog, Jeanne Lee, andererseits mit dem Modern Jazz Quintet Karlsruhe |
| The Sun Ra Arkestra Meets Salah Ragab in Egypt         | The Cairo Free Jazz Ensemble                  | 1971 | Golden Years       | Großensemble unter Leitung von Hartmut Geerken, nur auf dem Titel „Music for Angela Davis“ |
| Jazz Festival Balver Hohle                             | Jazzcrew Stuttgart                            | 1974 | JG Records         | Frederic Rabold, Herbert Joos, Bernd Konrad, Walter Huber, Paul Schwarz, Jan Jankeje, Martin Bues |
| Free Sound & Super Brass                               | Hans Koller & Wolfgang Dauner                 | 1975 | MPS                | Bigband |
| Mallet Connection                                      | Wolfgang Lackerschmid                         | 1977 | pläne              | Herbert Joos, Leszek Zadlo, Wolfgang Lackerschmid, Rocky Knauer, Janusz Stefański |
| Jeanneret – The Lost Tapes                             | Hans Koller Free Sound                        | 1978 | Universal          | Herbert Joos, Hans Koller, Ronnie Ross, Jürgen Wuchner, Thomas Cremer (erschienen 2004) |
| Tango from Obango                                      | Wiener Art Orchester                          | 1979 | Art Records        | Bigband |
| The Horses                                             | Hans Koller & The International Brass Company | 1979 | L+R                | Bigband |
| Traumtänzer                                            | Bernd Konrad                                  | 1980 | hatHut             | Kenny Wheeler, Herbert Joos, Hans Koller, Ekkehard Rössle, Bernd Konrad, Paul Schwarz, Thomas Heidepriem, Pierre Favre, Michael Kersting (neue Auflage 1994 mit einem weiteren Stück unter „Bernd Konrad-Hans Koller Unit“ als Phonolith) |
| Festival – Live in Frankfurt                           | Hans Koller & The International Brass Company | 1980 | L+R                | Bigband |
| Concerto Piccolo                                       | Vienna Art Orchestra                          | 1980 | HatHut Records     | Bigband |
| Suite for the Green 80’s                               | Vienna Art Orchestra                          | 1981 | HatART             | Bigband |
| From No Time to Ragtime                                | Vienna Art Orchestra                          | 1982 | HatART             | Bigband |
| Five Old Songs                                         | Vienna Art Choir                              | 1984 | Moers Music        | Chor & Ensemble |
| Ochsenzoll                                             | Michael Naura                                 | 1985 | Mood Records       | Herbert Joos, Albert Mangelsdorff, Wolfgang Schlüter, Michael Naura |
| Perpetuum Mobile                                       | Vienna Art Orchestra                          | 1985 | hatART             | Bigband |
| Jazzbuhne Berlin ’85                                   | Vienna Art Orchestra                          | 1985 | Amiga              | Bigband |
| Linz-Musik                                             | Thomas Pernes                                 | 1985 | TeePee             | Herbert Joos, Karl Fian, Christian Radovan, Wolfgang Puschnig, Jürgen Wuchner, Wolfgang Reisinger |
| Nightride of a Lonely Saxophoneplayer                  | Vienna Art Orchestra                          | 1985 | Moers Music        | Bigband (als Schallplatte auch in zwei unabhängigen Teilen vertrieben) |
| Two Little Animals                                     | Vienna Art Orchestra                          | 1987 | Moers Music        | Bigband |
| Inside Out                                             | Vienna Art Orchestra                          | 1987 | Moers Music        | Bigband |
| Orchestra                                              | Eberhard Weber                                | 1988 | ECM                | nur auf den beiden Titeln Seven Movements und Too Early to Leave (im Nonett bzw. Septett) |
| Blues For Brahms                                       | Vienna Art Orchestra                          | 1988 | Amadeo             | Bigband |
| Highlights 1977/90, Live in Vienna 1989                | Vienna Art Orchestra                          | 1989 | Amadeo             | Bigband |
| The Innocence of Cliches                               | Vienna Art Orchestra                          | 1989 | Amadeo             | Bigband |
| Chapter II                                             | Vienna Art Orchestra                          | 1990 | Amadeo             | Bigband |
| Standing...What ?                                      | Vienna Art Orchestra                          | 1992 | Amadeo             | Bigband |
| The Original Charts of Duke Ellington & Charles Mingus | Vienna Art Orchestra                          | 1993 | Verve              | Bigband |
| 20th Anniversary                                       | Vienna Art Orchestra                          | 1996 | Verve              | Bigband |
| Aspects                                                | Wolfgang Puschnig                             | 1998 | PAO                | Herbert Joos, Wolfgang Puschnig, Achim Tang, Emil Krištof |
| Pipes & Phones                                         | Peter Lehel & Peter Schindler                 | 1999 | Good International | mit Herbert Joos, Markus Faller |
| Pipes & Phones: Suites                                 | Peter Lehel & Peter Schindler                 | 1999 | FineTone           | mit Herbert Joos, Markus Faller; Vierteljahrespreis der deutschen Schallplattenkritik |
| Ballads                                                | Peter Lehel Quartet                           | 2000 | FineTone           | mit Ull Möck, Mini Schulz, Dieter Schumacher, sowie Herbert Joos, Jens Bunge und Streichquartett |
| You Never Lose an Island                               | Patrick Bebelaar Quartet                      | 2002 | DML                | Herbert Joos, Frank Kroll, Patrick Bebelaar, Michel Godard |
| Cousins Germains                                       | Michel Godard                                 | 2005 | CAM Jazz           | Herbert Joos, Michel Godard, Christof Lauer, Wolfgang Puschnig, Franck Tortiller, Wolfgang Reisinger |
| L’Orchestre sentimental 3/4                            | Franck Tortiller                              | 2008 | CAM Jazz           | mit Jean Gobinet, Jean-Louis Pommier, Michel Marre, Bruno Wilhelm, Éric Séva, Vincent Limouzin, Eric Bijon, Yves Torchinsky, Patrice Héral |
| Alpine Aspects/Homage to O.C.                          | Wolfgang Puschnig / Robert Pussecker          | 2008 | EmArcy             | Jon Sass, Jamaaladeen Tacuma, Reinhart Winkler, Amstettner Musikanten (Regina Königslehner, Markus Baumann, Karl Kriener, Manfred Hochholzer, Hans Schaupp, Stefan Jandl, Franz Rappersberger, Fritz Heigl, Roland Pussecker, Christian Jetzinger, Hermann Berger, Franz Gützer, Bernhardt Karoh, Herbert Klaus, Thomas Froschauer) |
| Gegenwelten Abgesang                                   | Patrick Bebelaar                              | 2008 | DML                | Herbert Joos, Frank Kroll, Gavino Murgia, Michel Godard |
| Sans Mots                                              | Alexandra Lehmler                             | 2015 | Jazz’n’Arts        | Herbert Joos, Franck Tortiller, Matthias Debus, Patrice Héral |
| My Instrument Is the Orchestra                         | Markus Geiselhart Orchestra                   | 2016 | Jive Music         | Joos ist Solist im Titel „I Remember Hans And Marcus“ |

## Kompilationen
| Album               | Musiker, Band(s)                              | VÖ   | Musiklabel         | Anmerkungen |
| ------------------- | --------------------------------------------- | ---- | ------------------ | --- |
| Complete Recordings | Modern Jazz Quintet Karlsruhe / Four Men Only | 2020 | NoBusiness Records | Wiederveröffentlichung der LPs Modern Jazz Quintet Karlsruhe - Trees, Modern Jazz Quintet Karlsruhe – Position 2000, Four Men Only und Four Men Only + 1 |